# Onthophagus demeyeri
Onthophagus demeyeri är en skalbaggsart som beskrevs av Moretto 2009. Onthophagus demeyeri ingår i släktet Onthophagus och familjen bladhorningar. Inga underarter finns listade i Catalogue of Life.